# Breiðdalsvík (Bucht)
Die Breiðdalsvík ist eine Bucht im Osten von Island, die zu den Ostfjorden zählt.
Die Bucht ist etwa 10 km breit und liegt zwischen der Halbinsel Kambanes und dem Kap Streitishvarf im Süden.
Sie reicht 8 km weit ins Breiðdalur, das Land westlich der Bucht.
Die innersten 1,5 km der Bucht bilden hinter der Landzunge Meleyri eine Lagune.
Darüber sowie über Dämme und eine Brücke verläuft die Ringstraße  zwischen dem Stöðvarfjörður im Norden und dem Berufjörður.
Am Nordufer der Breiðdalsvík liegt der gleichnamige Ort, sein Flugplatz westlich der Lagune.